# 新治汲古館
新治汲古館（にいはりきゅうこかん）は茨城県筑西市古郡に2011年まで存在していた私設の考古学博物館である。

## 概要
新治汲古館は茨城県真壁郡新治村（協和村、協和町を経て、現在の筑西市）出身で在野の考古学研究者である藤田清が蒐集した考古学関係資料をコレクションの中心にしていた。開館は1967年（昭和42年）3月で、藤田家の敷地内に建てられた蔵が施設であった。2011年3月11日の東北地方太平洋沖地震で建物が損壊し運営が不可能となったが、館内の資料は桜川市に一括移管され、散逸を免れた。この被災から移管に至る経緯は、災害からの文化財保護の一事例でもある。

## 藤田清について
藤田 清（ふじた きよし、1892年（明治25年）12月?日 - 1965年（昭和40年）7月28日）は、茨城県真壁郡新治村出身の日本の考古学者である。在野の研究者であったが新治郡衙跡、新治廃寺の研究・発掘調査で重要な役割を為した。
藤田清の地元には古い遺跡があり、藤田はこれを新治郡衙跡であるとの考えのもと、遺跡の顕彰碑の設置、保存活動などを行った。また、藤田の遺跡に関しての学術雑誌への記事投稿をきっかけに、高井悌三郎との遺跡発掘調査が開始され、結果、国内で初めて地方郡衙についての概要が報告されることになった。戦後は筑波町（現在のつくば市）の中村盛吉らと共に「常総古文化研究会」を結成し、茨城県内の遺跡調査を行った。これらの活動により蒐集した多くの貴重な考古学資料が藤田のもとには保管されていた。

## 在りし日の新治汲古館の姿
生前、藤田清は蒐集した資料を自宅敷地内で保管し、これらを地域の人の観賞に供するなどしていた。藤田清の死後、これらの資料をより一般に公開するための施設として、息子の藤田安通志によって藤田家敷地内に大谷石造りの2階建ての蔵が1967年（昭和42年）3月に建造された。これが私設の博物館「新治汲古館」である。名称は高井悌三郎が命名した。この博物館により、新治郡衙跡・新治廃寺跡資料を始めとした藤田清の蒐集した資料は彼の死後も散逸することなく保存された。
新治汲古館のコレクションは、藤田清が高井悌三郎と供に発掘調査に係わった新治郡衙跡、上野原瓦窯跡、新治廃寺跡の発掘調査で得られた資料群が最大の量を占め、次いで中村盛吉との共同調査により蒐集された資料群が占めている。その他、高井悌三郎が行った水戸市の台渡廃寺跡発掘調査での資料などが含まれ、館のコレクション総数は1万点を軽く超えていた。
コレクションの中には『類聚国史』の「弘仁八年（817年）十月新治郡火災に遭ひ、不動倉十三字又焼失、穀物九千九百九十石焼かれた」との記述の裏付けとなった、郡衙跡から出土した焼けて炭になったコメ、など貴重なものもあった。
これら資料には藤田清及び館の支援者である「常総古文化研究所」によって、蒐集した場所や年月日等の情報が付けられており、資料価値が高かった。展示構成は1階に新治郡関係資料を、2階に「常総古文化研究会」が収集した資料を展示しており、重要な資料については内容的にレベルの高いキャプションが付けられていた。
館の初代館長は自身も考古学研究を行っていた藤田安通志で、2代目をその子息が継いだ。また1989年（平成元年）4月1日に館の収蔵品の整理や研究を行う「常総古文化研究所」が茨城県立歴史館の阿久津久らの当時の若手研究者によって結成され、館の運営に協力した。「常総古文化研究所」は初代所長を藤田安通志が務め、藤田安通志の没後の1996年11月28日からは高井悌三郎が2004年に死去するまで務めている。
館の見学は無料で、見学には事前の連絡が必要であった。
新治汲古館の芳名帳には、梅原末治、後藤守一、相沢忠洋らの名が記されており、考古学関係者の間では知られた施設であったことが窺える。
2002年7月20日から9月16日間開催の茨城県立歴史館の特別展「考古紀行いばらきー考古学に魅せられた人びとー」では新治汲古館蔵の資料と共に藤田清、中村盛吉の業績が紹介されている。

## 東日本大震災での被災から資料の移管へ
新治汲古館は2011年3月11日の東北地方太平洋沖地震で建物の一部が壊れ、館の運営と資料の管理が藤田家個人では困難な状況に陥った。この状況下では、最悪、館コレクションの散逸・遺棄の危険もあった。
7月2日、茨城大学において茨城県で被災した歴史・文化資料の救済活動のための緊急集会「東日本大震災 茨城の文化財・歴史資料の救済・保全のための緊急集会－文化財・歴史資料の救済のために、いま、何ができるのか－」が茨城大学の高橋修教授主催のもと開催される。この集会で新治汲古館の被災状況が筑西市教育委員会、桜川市教育委員会の担当者から報告され、研究者・文化財行政担当者で危機感が共有された。又、この集会では資料救済の為のボランティア組織である「茨城文化財・歴史資料救済・保全ネットワーク準備会（以下、「茨城史料ネット」）が設立され、以後、茨城史料ネットは新治汲古館資料救済活動に尽力する。
7月11日、茨城県教育委員会は文化庁へ、被災した文化財の救済を目的とした「東北地方太平洋沖地震被災文化財等救援事業（=文化財レスキュー事業）」での新治汲古館資料救済の支援要請を出した。
館の資料救済のためには資料を現在の場所から安全な場所へ移動・移管する事が必要であった。ただこの時、藤田家が資料の移管については学芸員が常駐し一括して受け入れてくれる所、を要望していた事が課題としてあった。その為、茨城県、筑西市教育委員会、及び新治汲古館の隣市の桜川市教育委員会の3者協議が持たれ、結果、2011年9月に開館する真壁伝承館歴史資料館を持ち、かつ学芸員がいる桜川市に新治汲古館の資料は一括移管されることになった。
移管は新治汲古館の資料を物理的にただ移し替えるだけでは無く、資料が新治汲古館のどの場所にどのように置かれていたか、などの付帯情報も付けて移管するという、方針で行われた。これは、新治汲古館を地域の貴重な遺跡の一つと見なし、その考古学的価値を損なわないように、埋蔵文化財における文化財保護の手段のひとつである「記録保存」の手法で移管前の館の状態を記録しておく、考えに基づいている。
ただし、実際に1万点超の考古学資料を適切に移管するには、文化財取扱いの経験がある作業員を大勢動員することが必要であった。そこで茨城史料ネットはボランティアの募集を、文化財レスキュー事業の支援を受け、行った。
2011年9月16日に館の収納状況調査が茨城史料ネットのメンバーである茨城大学の田中裕准教授らで行われ、館内見取図に沿って付けられた棚番号毎に展示資料の写真撮影・スケッチが行われた。この作業により、新治汲古館の展示状況を記録した資料が作成された。次いで、10月10日と10月11日の2日間に、筑西市教委、桜川市教委、茨城史料ネット及び募集に応じたボランティアら延べ80名の手によって実際の資料の移管作業が行われ、資料は桜川市の真壁伝承館等に無事移管された。
移管後、桜川市は2011年9月11日に開館した真壁伝承館歴史資料館の第2回の企画展として2012年7月28日から10月31日の会期で「新治汲古館の継承～文化財レスキューの一事例」を開催した。様々な人の手助けで受け継がれた新治汲古館のコレクションが、この企画展で紹介された。